# Fantacalcio
Il fantacalcio è un gioco sociale del tipo fantasport basato sul calcio, consistente nell'organizzare e gestire per svago squadre virtuali formate da calciatori reali, scelti fra quelli che giocano il torneo cui il gioco si riferisce (ad esempio Serie A, UEFA Champions League, Mondiale, Europeo). In Italia è ormai un fenomeno di massa, si è stimato che in Italia i fantallenatori siano poco più di 6 milioni (più dei 4 milioni che "praticano" calcio).

## Storia
Il fantacalcio fu inventato da Riccardo Albini nel 1990 che, ispirandosi a un passatempo USA basato sul baseball (Fantasy Baseball, noto anche come Rotisserie dal nome del luogo di ritrovo dei primi giocatori, La Rotisserie Francaise di New York), lo pubblicò per la prima volta in Italia nel 1990 tramite le Edizioni Studio Vit. Alla stesura della versione definitiva del regolamento contribuirono anche Alberto Rossetti e Diego Antonelli.
Un grosso contributo alla popolarità del gioco fu dato dalla collaborazione col quotidiano La Gazzetta dello Sport che, a partire dall'estate 1994, ospitò il gioco sulle sue pagine fornendo le votazioni per calcolare i punteggi delle fantasquadre. L'iniziativa fu un grosso successo editoriale: inizialmente era ipotizzata una partecipazione di circa 10.000 partecipanti ma, nel corso dell'anno, furono raggiunti 70.000 iscritti. In seguito al successo della versione cartacea, lo stesso giornale italiano creò la piattaforma digitale Magic, che nel 2022 diventa Fantacampionato.
Il fantacalcio è molto diffuso sul web in tutte le sue varianti. In Italia è un marchio registrato di proprietà dal 2017 di Quadronica Srl, titolare della piattaforma Fantacalcio.it (precedentemente Fantagazzetta).
In Italia alcune piattaforme digitali per giocare al fantacalcio sono FantaMaster, Fantacampionato e Leghe Fantacalcio.

## Fantacalcio europeo
A livello europeo vi sono due fantacalcio gestiti dalla UEFA, legati alle due maggiori competizioni continentali per club, la UEFA Champions League (Uefa Champions League Fantasy Football Game) e la UEFA Europa League (UEFA Europa League Fantasy Football Game). In entrambe le regole sono simili a quella della Fantasy Premier League, salvo per il fatto che i portieri delle squadre che non subiscono reti ricevono 2 punti e non 4, non esistono i bonus e i trasferimenti costano 2 punti per giocatore dopo il primo.

## Fantacalcio inglese
Il fantacalcio inglese (nome originale Fantasy Premier League) è il gioco fantasy del calcio inglese. Esiste anche una versione totalmente in italiano.
1. Scopo del gioco è guidare una fantasquadra, formata da veri calciatori delle squadre del campionato inglese di Premier League.
2. L'esito di ogni partita si basa sulle reali prestazioni degli 11 calciatori che formano ad ogni turno di campionato la fantasquadra.
3. La rosa di ciascuna fantasquadra consiste in 15 calciatori:
  - 2 portieri,
  - 5 difensori,
  - 5 centrocampisti,
  - 3 attaccanti.
4. Le singole gare di campionato sono giocate da una fantasquadra formata da 11 titolari (più 4 riserve), suddivisi nei rispettivi ruoli in base ai moduli (4-4-2, 4-3-3, 5-3-2, 5-4-1, 3-3-4, 3-4-3, 4-2-4, 3-5-2, 3-6-1). Sono possibili tutte le formazioni, a condizione che presentino almeno 1 attaccante e minimo 3 difensori.
5. Le fantasquadre si affrontano in una serie di partite, il cui esito è determinato dal punteggio accumulato in base al tempo passato sul campo di gara da parte di un giocatore senza subire reti, gol, assist, ammonizioni, espulsioni e autogol:
  - +1 punto per ogni giocatore che ha giocato almeno 1 minuto di gara
  - +2 punti per ogni giocatore che ha giocato almeno 60 minuti di gara (compreso il bonus di sopra)
  - +6 punti per ogni gol del portiere o dei difensori
  - +5 punti per ogni gol dei centrocampisti
  - +4 punti per ogni gol degli attaccanti
  - +3 punti per ogni assist
  - +4 punti per un portiere o un difensore che ha giocato almeno 60 minuti di gara e la cui squadra non ha subìto reti durante questo periodo di tempo
  - +1 punto per ogni centrocampista che ha giocato almeno 60 minuti di gara e la cui squadra non ha subìto reti durante questo periodo di tempo
  - +1 punto ogni tre parate del portiere
  - +5 punti per un rigore parato
  - −2 punti per un rigore sbagliato
  - +1/+2/+3 punti ai tre giocatori migliori della partita
  - −1 punto ogni 2 gol subiti dal portiere e difensore
  - −1 punto per un'ammonizione
  - −3 punti per un'espulsione
  - −2 punti per ogni autogoal

## Fantacalcio italiano
Ufficialmente esistono cinque tipi di fantacalcio: quello con classifica a somma voti o "tutti contro tutti" (dove, non essendoci un calendario a fine stagione, la classifica rispecchierà la bravura dei fantallenatori e la forza delle fantasquadre), quello con classifica a punti determinati dagli scontri diretti (dove l'imprevedibilità è più alta), quella ad eliminazione diretta, a gruppi (con 2, 4 o 8 gironi)  e la competizione in stile Formula 1.
1. Lo scopo è quello di guidare una fantasquadra, formata da veri calciatori delle squadre del campionato italiano, alla conquista del fantascudetto di Lega.
2. L'esito di ogni partita si basa sulle reali prestazioni degli 11 calciatori che formano settimanalmente la fantasquadra.
3. Una lega è costituita, solitamente, da un numero di persone variabile tra 4 e 10: per quanto sia aritmeticamente possibile schierare fino a 20 squadre (quante quelle del campionato di Serie A), giocando più di 10 persone, aumenta il rischio per ciascun giocatore di non avere a disposizione un numero sufficiente di calciatori per schierare 11 titolari, a meno che la lega non permetta di utilizzare qualunque giocatore come concorrente, purché si rientri nel budget iniziale di fantamilioni stabilito per creare la fantasquadra;[11] questo avviene solitamente nelle leghe con molte squadre, per esempio in quelle redatte dalle testate giornalistiche.[11]

1. Ciascun giocatore funge sia da presidente (in occasione dell'asta acquista i calciatori) sia da allenatore della propria fantasquadra.
2. La rosa di ciascuna fantasquadra è composta da regolamento da 25 calciatori[12], benché in numerose varianti sia concesso un numero di giocatori diverso:
  - 3 portieri,
  - 8 difensori,
  - 8 centrocampisti,
  - 6 attaccanti.
3. Le singole gare di campionato sono giocate da una fantasquadra formata da 11 titolari suddivisi nei rispettivi ruoli in base ai moduli.
4. Ufficialmente sono ammessi i moduli 4-4-2, 4-3-3, 4-5-1, 5-3-2, 5-4-1, 6-3-1[12]. Varianti al regolamento permettono l'impiego anche di schieramenti quali il 3-4-3, 3-5-2 e il 3-6-1[12].
5. Le fantasquadre, nel campionato a scontri diretti, si affrontano in una serie di partite il cui esito è determinato dalla somma dei voti assegnati in pagella dai quotidiani (prevalentemente La Gazzetta dello Sport e in misura minore il Corriere dello Sport - Stadio e Tuttosport) da testate giornalistiche online o redazioni fantacalcistiche come Sport Mediaset, Sky Sport e Fantagazzetta, o da qualche anno a questa parte da algoritmi proprietari che elaborano il voto (detto comunemente "statistico") in maniera parametrica in base alle statistiche dei match. Nel fantacalcio a somma voti invece si sommano tutti i voti e i bonus/malus di ogni singola giornata per determinare la classifica. I principali voti statistici (tenendo conto della popolarità delle rispettive piattaforme) attualmente presenti sul mercato sono Alvin482 sviluppato da Fantagazzetta[13], il voto statistico targato Gazzetta dello Sport per la piattaforma Magic Leghe[14], il voto statistico live di FantaMaster[15], il voto live di Fantapazz (testata giornalistica), FantaMetric di Fantaclub[16] e il voto oggettivo di Fantacalcio-Online[17]. A questi valori base vanno aggiunti i punti "bonus" e "malus" dovuti a diverse variabili:
  - +3 punti per ogni gol segnato
  - +3 punti per ogni rigore parato (portiere)
  - +3 punti per ogni rigore segnato[18]
  - +1 punto per ogni assist effettuato
  - −0,5 punti per ogni ammonizione
  - +1 portiere imbattuto
  - −1 punto per ogni gol subito dal portiere
  - −1 punto per ogni espulsione
  - −2 punti per ogni autorete
  - −3 punti per un rigore sbagliato
6. La tabella di conversione in gol dei punteggi ottenuti dalla somma di voti e bonus/malus è storicamente la seguente:
  - Meno di 66 punti: 0 gol
  - Da 66 a 71.5 punti: 1 gol
  - Da 72 a 77.5 punti: 2 gol
  - Da 78 a 83.5 punti: 3 gol
  - Da 84 a 89.5 punti: 4 gol
  - Da 90 a 95.5 punti: 5 gol
  - Da 96 a 101.5 punti: 6 gol
  - E così via ogni 6 punti un gol
Tuttavia nel corso degli anni la Federazione Fantacalcio ha apportato modifiche alla tabella[19], portando nella stagione 2002/2003 la soglia per il 3º gol da 78 a 77 punti e assegnando i gol successivi ogni 4 punti (4 gol con 81 punti, 5 con 85 punti, 6 con 89 punti e così via)[19][20].
7. Nel momento in cui un giocatore nella formazione titolare non ha ricevuto voto, subentra il voto dei giocatori schierati in panchina. Nel caso in cui nessun giocatore tra i titolari o i panchinari riceva votazione subentrerà la riserva d'ufficio, il cui voto sarà considerato essere sempre un 4[21]; tale riserva si può usare solo una volta, se più giocatori non giocano gli altri non avranno punteggio e si giochera in inferiorità numerica.[22] Nel caso in cui un fantallenatore abbia solo giocatori subentrati a gara iniziata e non abbia titolari in un determinato ruolo, il voto viene conteggiato al giocatore subentrato.
8. Qualora dovesse esserci il rinvio di una o più partite il Regolamento Ufficiale del Fantacalcio prevede per gli scontri lo stand-by della gara, con successiva aggiunta di voti bonus e malus alla ripresa della gara. In caso di sospensione definitiva si attesta il 6 d'ufficio ai partecipanti e il 5,5 ai portieri. Alcune tipologie di fantacalcio, come quelle di Repubblica e Facebook, invece prevedono il 6 d'ufficio per tutti, compresi i portieri.
9. La classifica del campionato di Lega è stabilita per punteggio, con attribuzione di 3 punti per la partita vinta, 1 punto per la partita pareggiata e zero punti per la partita persa.
10. Il fantacampionato termina quando sono state giocate tutte le partite previste dal calendario. La squadra col maggior numero di punti è dichiarata "Campione di Lega".
11. La formazione dovrà essere comunicata a seconda dei regolamenti o entro l'inizio della prima partita in programma nella giornata o trenta minuti prima di tale orario. Nel caso in cui la formazione non venga inserita prima del termine stabilito, diverrà attiva la formazione schierata nella giornata precedente, senza alcuna penalizzazione.

### Budget aste
Il valore del budget è espresso, solitamente, in valute di fantasia quali FantaMilioni, FantaEuro o MagicMilioni. Sta ai componenti della Fantalega determinare il budget a disposizione di ciascun giocatore (o fantapresidente): la quota, da regolamento, è fissata a 260 F.M. (anche se alcune leghe decidono di fornire 300 F.M., 500 F.M., talvolta anche 1000).

### Trasferimenti in altri campionati
Se un giocatore dovesse andare a giocare in un campionato diverso dalla Serie A, e questi fa parte di qualche rosa, il fantallenatore deve vendere il giocatore trasferitosi in un altro torneo al valore di acquisto, dimezzato in caso di trasferimento in serie minori.. Tuttavia in ogni lega ci possono essere delle discrezionalità sull'ammontare del rimborso.

### Trasferimenti
Uno o più giocatori possono essere scambiati, venduti o comprati illimitatamente o limitatamente (a seconda delle regole stabilite nella propria lega) durante il mercato, in cambio di fantamilioni, nel caso di acquisti o cessioni, o anche di giocatori nel caso di scambi con compagni di lega (in questo caso con la possibilità di inserire nell'operazione sia giocatori che conguagli in fantamilioni).

### Panchina
In panchina devono essere presenti fino ad un massimo di 7 giocatori.
I partecipanti possono consegnare le formazioni entro l'ora d'inizio della prima partita della giornata di campionato (in taluni casi la scadenza è ulteriormente anticipata di un certo quantitativo di minuti), nel caso in cui non sia immessa la formazione per il fantacalcio italiano a seconda delle scelte della singola lega o viene impiegata la formazione della giornata precedente o viene concessa la vittoria a tavolino all'avversario.

## Fantacalcio statistico
Il fantacalcio statistico, proposto in Italia da Kickest, è una versione del fantacalcio in cui il punteggio delle fanta squadre non è calcolato in base ai voti in pagella conferiti dai giornalisti sportivi, ma solo attraverso le statistiche oggettive fatte registrare dai giocatori. In questo particolare tipo di fantacalcio vengono considerate numerose voci di punteggio che hanno l'obiettivo di restituire una valutazione "oggettiva" della prestazione dei giocatori.
Tra le voci di punteggio si trovano:
- Bonus titolare: +5
- Gol segnato: +14
- Assist: +7
- Ammonizione: −2
- Espulsione: −5
- Autogol / Autogol provocato*: −1
- Rigore guadagnato: +3
- Rigore causato: −3
- Rigore sbagliato: −5
- Rete inviolata (almeno 60' giocati): +6
- Vittoria squadra appartenenza: +3
- Pareggio squadra appartenenza: +1
- Sconfitta squadra appartenenza: +0
- Passaggio riuscito / sbagliato: +0,1 / −0,1
- Pallone recuperato: +0,5
- Pallone perso: −0,3
- Tiro fuori porta: +1
- Tiro in porta (pali e traverse): +3
- Contrasto vinto / perso: +0,5 / −0,2
- Dribbling riuscito: +0,5
- Salvataggio / Errore decisivo: +3 / −3
- Gol subito (solo se in campo): −0,5
- Parata: +2

Tra e regole peculiari si trovano anche le seguenti:
- Capitano: bonus che raddoppia il punteggio
- Sostituzioni campo-panchina: possibilità di effettuarle anche durante la giornata
- Trasferimenti: possibilità di vendere e acquistare giocatori al termine di ogni giornata

## Fantacalcio svizzero
Il fantacalcio svizzero (nome originale Football Manager) è il gioco fantasy del calcio svizzero.
1. Scopo del gioco è guidare una fantasquadra, formata da veri calciatori professionisti delle squadre del campionato svizzero di Super League.
2. La rosa di ciascuna fantasquadra consiste in 23 calciatori:
  - 1 portiere (pacchetto),
  - 8 difensori,
  - 8 centrocampisti,
  - 6 attaccanti.
3. Le singole gare di campionato sono giocate da una fantasquadra formata da 11 titolari (più 4 riserve), suddivisi nei rispettivi ruoli in base ai moduli (4-4-2, 4-3-3, 5-3-2, 5-4-1 ecc.).
4. Le fantasquadre si affrontano in una serie di partite, il cui esito è determinato dal tempo sul campo di gara da parte di un giocatore, gol, assist, ammonizioni, espulsioni, bonus, ed altro:
  1. Punti giocatori:
    - +10 punti gol
    - +5 punti assist
    - −5 punti espulsione
    - −2 punti ammonizione
    - −5 punti autogol
    - −3 punti per ogni rete incassata dal portiere
    - +20 punti Hattrick
    - +5 punti shoutout

  2. Bonus giocatori:
    - +3 punti per i difensori che incassano 0/1 gol
    - +3 punti per i centrocampisti e gli attaccanti la cui squadra segna 2 o più gol

  3. Bonus tattica:
    - +10 punti se tutti i difensori schierati fanno il bonus giocatori
    - +10 punti se tutti i centrocampisti schierati fanno il bonus giocatori
    - +10 punti se tutti gli attaccanti schierati fanno il bonus giocatori
5. È consentito fare 12 trasferimenti nell'arco della stagione